# Troides miranda
Troides miranda là một loài bướm ngày sinh sống ở Borneo và Sumatra. Loài này thuộc Họ Bướm phượng.